# Адам Богорич
Адам Богорич (1520, Брестаниця — 20 листопада 1598, територія сучасної Німеччини) — словенський протестант та мовознавець, створив словенський алфавіт під назвою богоричиця.

## Життєпис
У Відні він  у 1547 р. здобув ступінь бакалавра, потім навчався у Віттенберзькому університеті, де одним із його вчителів був Філіпп Меланхтон . В З 1551 по 1563 рік працював у власній школі в Кршку, в 1566—1582 та 1595—1598 роках він був директором державної школи в Любляні, де він ввів місцеву слов'янську мову як мову навчання.
Вже близько 1580 р. Він опублікував наразі не збережену працю Elementale Labacense cum Nomenclatura trium linguarum, Latinae, Germanicae et Sclavonicae, яка була в основному латино-німецько-слов'янським словником. Однак його головною працею була Arcticae horulae succisivae de latinocarniolana literatura (чеські вільні зимові години латино-крайнської граматики; також скорочено Arcticae horulae), опублікована у Віттенберзі того ж року, коли Далматин переклав Біблію (1584). Богорич в опублікованій латиною граматиці словенської Arcticae horulae високо оцінив місцеву народну мову як члена великої родини слов'янських мов. Богорич там також висловив думку, що місцеві слов'яни є нащадками венетів та вандалів .
Лише обмежена кількість літератури з періоду словенської реформації пережила подальшу контрреформацію . В Римі вдалося отримати виняток для перекладу Біблії Далматином, і граматики Богорича, що ще була перевидана в 1715 і 1758 рр.
Богорич також створив найбільш точний та найбільш систематичний алфавіт — богоричицю, яким користувалися аж до сорокових років 19 сторіччя.